# .museum
.museum je internetová generická doména nejvyššího řádu pro muzea.
Do zkušebního provozu byla dána v listopadu 2001. Základní pravidla jejího používání stanovuje ICOM.
V zprávě Summit Strategies International, kterou vypracovala pro ICANN, vyplývá, že registrátoři a sponzoři domény porušují nadefinovaná kritéria pro vznik domény. Proto existují stránky pod .museum, které nemají nic společného s muzei. Stejné zjištění se týká i domén .aero a .coop.